# Taça Latina de 2002
A Taça Latina de 2002 foi a 20ª edição da Taça Latina. Esta competição é organizada pelo CERH.
| País     | J | V | E | D | GM | GS | DG  | Pts |
| -------- | - | - | - | - | -- | -- | --- | --- |
| Portugal | 3 | 3 | 0 | 0 | 9  | 0  | 9   | 9   |
| Espanha  | 3 | 2 | 0 | 1 | 12 | 2  | 10  | 6   |
| Itália   | 3 | 1 | 0 | 2 | 4  | 16 | -12 | 3   |
| França   | 3 | 0 | 0 | 3 | 2  | 9  | -7  | 0   |

|          | Portugal | Espanha | Itália | França |
| -------- | -------- | ------- | ------ | ------ |
| Portugal |          | 1-0     | 7-0    | 1-0    |
| Espanha  |          |         | 7-1    | 5-0    |
| Itália   |          |         |        | 3-2    |
| França   |          |         |        |        |